# Jan Leflík
Jan Leflík (* 5. dubna 1967 Brno) je český herec, od roku 2000 člen souboru Městského divadla Zlín.

## Život
Od roku 1975 byl členem dětského studia brněnského Divadla na provázku. Vyučil se však mechanikem opravářem silničních motorových vozidel, později opravářem trolejbusů.
V roce 1990 začal opět působit v Divadle Husa na provázku jako hrající inspicient. Režiséra tohoto divadla Zdeňka Pospíšila pak následoval do Prahy, kde získal na 6 měsíců angažmá jako herec-baleťák v Hudebním divadle Karlín. Vrátil se však do brněnského Divadla Husa na provázku. V roce 1991 ztvárnil hlavní roli v televizním filmu Příliš mnoho dobrých úmyslů, objevil se také v seriálu Hříšní lidé města brněnského (1998).
Po úmrtí svých oblíbených „provázkovských“ režisérů Pospíšila a Scherhaufera odešel do Zlína, kde v roce 2000 přijal stálé angažmá v Městském divadle Zlín. Objevil se v epizodních rolích v seriálech Ordinace v růžové zahradě (2005), Doktoři z Počátků (2014) či Doktor Martin (2016), ale také ve snímku Domácí péče (2015).